# Morávka (vattendrag i Tjeckien, Mähren-Schlesien)
Morávka är ett vattendrag i Tjeckien.   Det ligger i regionen Mähren-Schlesien, i den östra delen av landet, 290 km öster om huvudstaden Prag.